# Geranomyia variegata
Geranomyia variegata är en tvåvingeart som först beskrevs av Walker 1837.  Geranomyia variegata ingår i släktet Geranomyia och familjen småharkrankar. Inga underarter finns listade i Catalogue of Life.